# هيرول غراهام
هيرول غراهام (بالإنجليزية: Herol Graham)‏ مواليد 13 سبتمبر 1959 في نوتنغهام، هو ملاكم إنجليزي يصنف ضمن فئة وزن فوق المتوسط.

## إحصائيات
خاض خلال مسيرته 54 نزالا، فاز في 48 وخسر في 6. فاز بالضربة القاضية في 28 نزالا.

## وصلات خارجية
- هيرول غراهام على موقع بوكس ريك (الإنجليزية) (registration required)

- الموقع الرسمي